# Henry Stommel
Henry Melson Stommel, né le 27 septembre 1920 à Wilmington et mort le 17 janvier 1992 à Boston, est un océanographe américain. À partir des années 1940, il avance des théories sur les modèles de courants marins dont le Gulf Stream et sur la circulation thermohaline mondiale, qui forment la base de l'océanographie physique actuelle. Il reçoit de nombreuses distinctions scientifiques dont le prix Crafoord en 1983.

## Jeunesse et éducation
Henry Stommel naît à Wilmington, Delaware. Une anomalie parmi les scientifiques modernes, Stommel est devenu professeur titulaire sans doctorat. Il obtient sa licence en astronomie de l'université Yale (1942) et y est instructeur en mathématiques et en astronomie de 1942 à 1944.

## Carrière académique
Il est chercheur associé à l'Institut océanographique de Woods Hole de 1944 à 1959 où l'Office of Naval Research soutient généreusement ses projets. Il devient professeur d'océanographie à l'université Harvard en 1959 et part au Massachusetts Institute of Technology en 1963, où il reste jusqu'en 1978, retournant ensuite à Woods Hole jusqu'à sa retraite.
Stommel établit la station PANULIRUS (commencée en 1954) aux Bermudes. PANULIRUS est le nom d'un navire de recherche en bois à bouchain rond (donc le R/V Panulirus) exploité par la Station biologique de recherche des Bermudes pendant de nombreuses années. Selon un calendrier mensuel, le navire prélève des échantillons d'eau de mer à intervalles verticaux depuis la surface jusqu'à de grandes profondeurs, qui fournissent la température, la salinité et quelques données chimiques supplémentaires. Comme la profondeur marine augmente rapidement, notamment à l'est-sud-est des Bermudes, il est possible d'obtenir un échantillonnage représentatif à seulement quelques kilomètres d'une terre. L'ensemble de données qui en résulte constitue la plus longue série de données de ce type de caractère similaire dans l'océan Atlantique Nord.
Stommel est élu à l'Académie nationale des sciences en 1962 et reçoit la Médaille nationale des sciences en 1989.
Il participe en 1979 à la rédaction du rapport Charney, coordonnée par le météorologue éponyme, qui conclut à un futur réchauffement climatique.

## Découvertes
Henry Stommel montre que le gradient nord-sud de la force de Coriolis horizontale (l'«effet bêta») est responsable du fait observé que le flux de retour des circulations lentes du gyre intérieur est concentré dans les courants de frontière ouest à déplacement rapide, tels que le Gulf Stream et le courant de Kuroshio, un processus connu sous le nom d'intensification occidentale. En conséquence, ces courants de frontière ouest ont un transport plus important et plus régulier que les courants de frontière correspondants, tels que le courant de Californie et le courant des Canaries, du côté est des bassins océaniques. Aux latitudes subtropicales, les courants de frontière ouest sont importants pour transporter l'excès de chaleur que la terre reçoit sous les tropiques vers les pôles.
Avec Arnold Arons, Stommel étend cette circulation à l'océan profond, proposant une circulation globale dans laquelle l'eau de surface coule dans les régions polaires pour alimenter les courants de frontière profonds sur les côtés ouest des bassins, tandis que le flux intérieur se déplace en fait vers le pôle. Ce travail, basé sur des études en laboratoire, est antérieur à la découverte de tels courants de frontière et reste l'un des grands triomphes de l'océanographie physique théorique. Stommel développe également les premiers modèles de la circulation thermohaline qui suggéraient qu'elle pourrait avoir plus d'un état stable.
En plus de ses travaux sur les courants océaniques à grande échelle, Stommel fait des recherches sur une variété de problèmes d'océanographie et de météorologie. Il s'agit notamment de travaux sur la classification des estuaires, d'estimations de la diffusion turbulente et d'études de l'impact des volcans sur le climat.

## Vie privée
Stommel épouse Elizabeth Brown, fille de Huntington Brown, professeur d'anglais à l'Université du Minnesota, et d'Elizabeth Waldo Wentworth Brown, originaire de Boston, le 6 décembre 1950. Ils ont trois enfants : Matthew (un pêcheur professionnel à Falmouth, Massachusetts), Elijah (un médecin au Dartmouth-Hitchcock Medical Center) et Abigail Stommel Adams (une infirmière exerçant à Falmouth).